# مفيد الشامي
مفيد محمد أحمد الشامي (وُلد في 15 سبتمبر 1954 في بيت عور التحتا) دبلوماسي فلسطيني، كان سفيرًا لدولة فلسطين لدى البرتغال بين عامي 2010 و2013، وسفيرًا لدولة فلسطين لدى النرويج بين عامي 2013 و2015، وسفيرًا غير مقيمًا لدولة فلسطين لدى آيسلندا بين عامي 2014 و2015، وسفيرًا لدولة فلسطين لدى الدنمارك بين عامي 2015 و2019.